# Producers Releasing Corporation
Producers Releasing Corporation (abgekürzt PRC) war ein Hollywood-Filmstudio, das zwischen 1939 und 1946 existierte. Es zählte zu den sogenannten Studios der „Poverty Row“, die als kleine Studios mit geringem Finanzvolumen nur B-Filme herstellen konnten.

## Geschichte
Producers Releasing Corporation ging 1939 aus der Insolvenzmasse des Poverty-Row-Studios Producers Distributing Corporation hervor. Gegründet wurde das Studio von dem zukünftigen Inhaber Ben Judell (1890–1974) mit finanzieller Unterstützung von Pathé. Judell stellte Sigmund Neufeld als Produktionschef ein, der wiederum seinen Bruder Sam Newfield bei vielen Filmen als Regisseur einsetzte – insbesondere in der Anfangszeit drehte Sam Newfield so viele Filme des Studios, dass er das teilweise mit Pseudonymen im Filmvorspann verschleierte.
Die Producers Releasing Corporation löste sich nach einem Weiterverkauf Ende 1946 in das Filmstudio Eagle-Lion Films des britischen Filmproduzenten J. Arthur Rank auf. PRC hatte in seiner siebenjährigen Geschichte – damit existierten sie länger als die große Mehrheit der Poverty-Row-Studios – insgesamt 179 Spielfilme produziert. Viele dieser PRC-Filme befinden sich mittlerweile im Public Domain und sind daher (wenngleich oft unrestauriert in schwacher Bildqualität) auf Internetseiten wie YouTube legal hochgeladen, was den Filmen heute ein neues Publikum verschafft.

## Filme
Bei PRC entstanden B-Movies aus den unterschiedlichsten Genres. Die meisten Produktionen hatten ein Budget von unter 100.000 Dollar; damit unterschritt PRC das Budget der B-Movies der größeren Studios nochmals deutlich, um mit diesen wirtschaftlich konkurrenzfähig zu sein. Entsprechend konnte PRC keine großen Hollywood-Stars verpflichten, sondern musste sich mit B-Movie-Schauspielern oder Darstellern, die in den größeren Hollywood-Produktionen sonst nur Nebenrollen spielten, begnügen. Zu den aus heutiger Sicht bekanntesten Darstellern von PRC-Filmen zählen daher jene, die zum Zeitpunkt ihrer Zusammenarbeit mit dem Studio den Zenit ihrer Hollywood-Karriere bereits überschritten hatten – etwa Bela Lugosi, Harry Langdon, Lee Tracy, Freddie Bartholomew oder Anna May Wong.
Zu den filmgeschichtlich wichtigsten Filmen des Studios gehören die unter Regie von Edgar G. Ulmer entstandenen Thriller Bluebeard (1944), Strange Illusion (1945) und Detour (1945), wobei insbesondere letzterer Film heute als Klassiker des Film noir gelten kann. Neben Ulmer arbeiteten auch weitere Emigranten aus dem deutschsprachigen Raum bei PRC, so die Regisseure Arthur Dreifuss (etwa bei der Gangsterparodie Baby Face Morgan, 1943) oder Frank Wisbar (bei dem bemerkenswerten Horrorfilm Der Würger im Nebel, 1946). Detlef Sierck alias Douglas Sirk drehte seinen ersten Film in Hollywood, Hitler’s Madman, ebenfalls bei PRC, wechselte aber nach dessen Erfolg sofort zu höherklassigen Filmstudios.  
Heute ebenfalls noch einen gewissen Bekanntheitsgrad genießen eine Reihe von B-Western, die Al St. John in seiner Paraderolle als Cowboy Fuzzy zeigten, sowie die mit Bela Lugosi in der Hauptrolle gedrehten Horrorfilme. Oscar-Nominierungen, die für Studios aus der Poverty Row selten waren, fuhren die Filme Minstrel Man (1944) und The Man Who Walked Alone (1945) ein. Die drei Nominierungen erfolgten im musikalischen Bereich, wo Komponisten wie Karl Hajos oder Leo Erdody für PRC arbeiteten. 

## Bibliografie
- Wheeler W. Dixon: Producers Releasing Corporation: A Comprehensive Filmography and History. 1986.
- Gary D. Rhodes (Hrsg.): Edgar G. Ulmer: Detour on Poverty Row. 2008.